# Люсі Аткінсон
Люсі Шерард Фінлі, у шлюбі Аткінсон (англ. Lucy Sherrard Atkinson; 1820—1863) — англійська мандрівниця та письменниця, яка подорожувала Азією в 19 столітті і однією з перших сфокусувалась на населенні євразійських степів.

## Кар'єра
Народилася у 1820 році у Сандерленді, Велика Британія. Працювала гувернанткою у Росії, коли зустрілася з англійським архітектором Томасом Вітламом Аткінсоном, що подорожував від Москви до Сибіру. Одружилася з ним та приєдналася до експедиції у лютому 1848 року. Під час подорожей Люсі Аткінсон навчилася їздити верхи та стріляти зі зброї. Народила невдовзі після переходу через Алтайські гори сина Алатау.
Після шестимісячного відпочинку у селищі продовжила експедицію. Вони повернулися у Англію в 1854 році, де чоловік написав дві книги про їхні подорожі, хоча зовсім не згадував Люсі і сина. Через два роки після смерті чоловіка Люсі Аткінсон видала власну книгу Спогади про степи Тартару, в якій широко згадувала їхню родину. Ця книга була однією з перших праць, які зосереджувалися переважно на населенні євразійських степів, ніж на флорі та фауні. 
Мало що відомо про життя Люсі Аткінсон після випуску книги: відомо лише, що вона померла 13 листопада 1863 року в Сполученому Королівстві від бронхіту.
Журналіст Нік Філдінг пізніше написав книгу Рухаючись на південь до великих степів: Подорожі Томаса та Люсі Аткінсон у Східний Казахстан, 1847—1852, яка описувала експедицію родини Аткінсон до євразійських степів.